# 5781 Бархатова
5781 Бархатова (5781 Barkhatova) — астероїд головного поясу, відкритий 24 вересня 1990 року.
Тіссеранів параметр щодо Юпітера — 3,715.